# Claude Carvallo
Claude Carvallo (* 12. September 1916 in Paris; † 18. April 1981 in Boulogne-Billancourt) war eine französische Badmintonspielerin. 

## Karriere
Carvallo stand zweimal im Finale der French Open im Damendoppel, unterlag jedoch beide Male im Endspiel. Im Mixed mit dem US-Amerikaner Ozzie Hilton machte sie es 1945 besser und gewann das Finale gegen R. Delubac und Madeleine Girard.

## Sportliche Erfolge
| Saison | Veranstaltung | Disziplin | Platz | Name                           |
| ------ | ------------- | --------- | ----- | ------------------------------ |
| 1945   | French Open   | Mixed     | 1     | Ozzie Hilton / Claude Carvallo |